# Campeonato Europeo de Bádminton de 2002
El XVIII Campeonato Europeo de Bádminton se celebró en Malmö (Suecia) del 13 al 20 de abril de 2002 bajo la organización de la Unión Europea de Bádminton (EBU) y la Federación Sueca de Bádminton.
Las competiciones se realizaron en el Pabellón Báltico de la ciudad sueca.

## Medallistas
| Evento               | Oro                                            | Plata                                       | Bronce                                                                                      |
| -------------------- | ---------------------------------------------- | ------------------------------------------- | ------------------------------------------------------------------------------------------- |
| Individual masculino | Peter Rasmussen Dinamarca                      | Kenneth Jonassen Dinamarca                  | Rasmus Wengberg · Suecia Anders Boesen · Dinamarca                                          |
| Dobles masculino     | Jens Eriksen Martin Lundgaard Hansen Dinamarca | Anthony Clark Nathan Robertson Inglaterra   | Lars Paaske · Jonas Rasmussen · Dinamarca Michał Łogosz · Robert Mateusiak · Polonia        |
| Individual femenino  | Yao Jie · Países Bajos                         | Mia Audina · Países Bajos                   | Camilla Martin · Dinamarca Brenda Beenhakker · Países Bajos                                 |
| Dobles femenino      | Jane Bramsen Ann-Lou Jørgensen Dinamarca       | Pernille Harder Mette Schjoldager Dinamarca | Nicole Grether · Nicol Pitro · Alemania Ella Miles · Sara Sankey · Inglaterra               |
| Dobles mixto         | Jens Eriksen Mette Schjoldager Dinamarca       | Nathan Robertson Gail Emms Inglaterra       | Christiaan Bruil · Lotte Jonathans · Países Bajos Michael Søgaard · Rikke Olsen · Dinamarca |

## Medallero
| Núm. | País         | Oro | Plata | Bronce | Total |
| ---- | ------------ | --- | ----- | ------ | ----- |
| 1    | Dinamarca    | 4   | 2     | 4      | 10    |
| 2    | Países Bajos | 1   | 1     | 2      | 4     |
| 3    | Inglaterra   | 0   | 2     | 1      | 3     |
| 4    | Alemania     | 0   | 0     | 1      | 1     |
| 4    | Polonia      | 0   | 0     | 1      | 1     |
| 4    | Suecia       | 0   | 0     | 1      | 1     |
|      | TOTAL        | 5   | 5     | 10     | 20    |